# Broncho Billy's First Arrest
Broncho Billy's First Arrest è un cortometraggio muto del 1913 scritto, prodotto e diretto da Gilbert M. 'Broncho Billy' Anderson.

## Produzione
Il film fu prodotto dalla Essanay Film Manufacturing Company.

## Distribuzione
Distribuito dalla General Film Company, il film - un cortometraggio in una bobina - uscì nelle sale cinematografiche USA il 22 novembre 1913. Ne venne fatta una riedizione uscita il 19 aprile 1918, distribuita dalla [George Kleine System.